# Zermützelsee
Der Zermützelsee liegt im Landkreis Ostprignitz-Ruppin im Norden Brandenburgs inmitten der Ruppiner Schweiz und liegt nördlich des Kernbereichs von Neuruppin zwischen dem Tornowsee und dem Tetzensee.
Auf der Westseite des Sees befindet sich das Waldmuseum Stendenitz. An der Ostseite liegt Zermützel, ein Ortsteil von Neuruppin. Durch den See hindurch fließt der Rhin, ein rechter Nebenfluss der Havel.
Der Zermützelsee hat eine Wasserfläche von etwa 1,2 km². Er ist durchschnittlich etwa vier Meter tief, an seinem tiefsten Punkt ist er sieben Meter tief. Im See kommen verschiedene Fischarten wie Aale, Hechte, Zander, Welse, Barsche, Karpfen, Schleien und Weißfische vor.
Erstmals schriftlich erwähnt wurde der See im Jahr 1525 als Zermutzell See. Der Name leitet sich vom slawischen Wort *čermuch „Faulbaum“ ab.